# Alma (cantante 1988)
Alma, pseudonimo di Alexandra Maquet (Lione, 27 settembre 1988), è una cantante francese.
Ha rappresentato la Francia all'Eurovision Song Contest 2017 a Kiev con la sua canzone Requiem, presente nel suo album di debutto Ma peau aime, uscito il 5 maggio dello stesso anno. Grazie al voto cumulativo di pubblico e giuria si classifica al 12º posto con 135 punti. 
Appare in un breve video all'Eurovision Song Contest 2018 per omaggiare il vincitore portoghese Salvador Sobral assente per motivi di salute cantando la canzone vincitrice a Kiev.
È la più grande di tre sorelle. Si è laureata all'IÉSEG School of Management.

## Discografia

### Album in studio
- 2017 – Ma peau aime

### Singoli
- 2016 – La chute est lente
- 2017 – Requiem
- 2018 – T'es pas un homme